# 第一代卡里斯布鲁克侯爵亚历山大·蒙巴顿
亚历山大·阿尔伯特·蒙巴顿（Alexander Albert Mountbatten，1886年1月23日—1960年2月23日），出生于温莎城堡，出身蒙巴頓家族，是亨利·蒙巴頓王子與碧翠絲公主的长子，也是英國维多利亚女王的外孙。